# Breton örökösödési háború
A breton örökösödési háború, párhuzamosan a százéves háborúval, 1341 és 1364 között zajlott Bretagne-ban. A breton hercegi címért két család, a franciák támogatását élvező Blois-k és az angolok által segített Montfort-ok versengtek. A háborút az utóbbiak nyerték, miután ellenfelük, Blois-i Károly elesett az auray-i csatában.

## Előzmények
1341. április 30-án örökös hátrahagyása nélkül meghalt III. János breton herceg Caenban, miközben a tournai-i csatából tért haza. János a francia trón megbízható támogatója volt. Saját költségén harcolt a francia érdekekért 1314-ben és 1328-ban Flandriában, és az angol-német koalíció ellen 1339-ben és 1340-ben.
Címéért testvéreinek gyerekei, két rivális klán, a Blois-ák és Montfort-ok jelentkeztek be. A Montfort-ok János apja, II. Artúr breton herceg második házasságából származtak. János nem kedvelte őket, és azt szerette volna elérni, ha öccse, Guy lánya, Penthièvre Johanna családja örökli címét. Johanna Blois-i Károly, VI. Fülöp francia király unokaöccsének felesége volt. János, halála előtt kevéssel, mégis Montfort Jánost nevezte meg örökösének.
III. János halálával bonyolult helyzet állt elő. Johanna arra alapozta jogát, hogy Jánost apja követné a trónon, ha még élne. Mivel azonban halott, egyedüli örökösként ő következik. A francia törvények, amelyek Bretagne-ra is vonatkoztak, kizárták a nőági öröklést, ami azt jelentette, hogy Montfort János, az elhunyt herceg legközelebbi férfi vérrokona a jogos örökös. Ennek ellenére a breton nemesek többsége elfogadta Johanna igényét Bretagne uralkodói posztjára.
Montfort János kívülálló volt a breton politikában, hiszen III. János életében nem számított leendő örökösnek. A tartományban alig volt birtoka, uradalmai Île-de-Francéban, a Loire völgyében az Artois-i grófságban voltak. Szövetségesei nem voltak, politikában sem volt jártas, de gyors eszű és vállalkozó szellemű volt. Mellette állt felesége, Flandriai Johanna, I. Lajos nevers-i gróf és Johanna, Rethel grófnőjének lánya, aki a harmincas éveiben ment feleségül hozzá. Kemény, gazdag, ambiciózus nő volt, akit Jean Froissart szerint „egy férfi lelkével és egy oroszlán szívével” ajándékozott meg a sors.

## A háború első szakasza
1341. május elején a breton nemesség Ploërmel karmelita kolostorában gyülekezett, hogy végső búcsút vegyen III. Jánostól. Montfort János nem vett részt a temetésen, helyette kétszáz katonával elfoglalta Nantes városát, Bretagne fontos adminisztratív és gazdasági központját. A polgárok nem tudták, mitévők legyenek, rajta kívül még senki sem jelentkezett be III. János örökösének. Közölték vele, hogy mindaddig az oldalán harcolnak majd, amíg Blois-i Károlyt be nem jelenti Bretagne új hercegének a legitimitás forrása, a francia uralkodó. János és Johanna rátette a kezét az elhunyt herceg vagyonának a nantes-i katedrális kincstárában tárolt részére. A többit, ami Limoges-ban volt, János maroknyi emberrel május közepén követelte ki a megzavarodott polgároktól.
Ellenállással nem találkozott sehol, de beiktatására nem mentek el se a városok képviselői, se az arisztokraták, kivéve Hervé de Leont, Finistère urát.  János úgy számított, hogy az ellenséges arisztokráciával csak úgy szállhat szembe, ha Nantes és Limoges mellé elfoglalja még Rennes és Vannes városát. Június elején kivonult Nantes-ból, és Champtoceaux-ba, az elhunyt herceg várába ment; ez a fontos erősség ellenőrizte a Loire vizén és völgyében Nantes felé tartó forgalmat. János biztosította magának a várat, majd Rennes-hez vonult. Ennek helyőrsége erős volt, de a polgárok egy része nem akart harcot, így a város megadta magát. Hasonlóan járt el Saint-Aubin-du-Cormier is, amely a párizsi út mentén állt. Miután Dinan is megnyitotta kapuit, Montfort János Vitré és Fougères kivételével minden fontosabb kelet-bretagne-i erősséget megszerzett. Július elején visszatért Nantes-ba.
Júliusban és augusztusban megszerezte a déli és a nyugati partot Vannes és Hennebont kivételével. A városokat általában régi, a 12. században ásott árkok és cölöpsorok védték, lakóikat megzavarták az események, és nem tudták, kinek tartoznak engedelmességgel. Egyedül La Roche-Périou és Brest állt ellen. Augusztus közepére Montfort János a hercegség nagyobb részét megszerezte, és a breton nemesség kezdte úgy vélni, hogy ő az erősebb trónigénylő.
VI. Fülöp meglehetősen passzívan figyelte a gyorsan zajló eseményeket. A breton arisztokráciához hasonlóan valószínűleg ő is abból indult ki, hogy a hercegséget Blois-i Károly veszi át, és meglepődött, amikor Montfort János ragadta magához a hatalmat. Az uralkodó nem akart fegyveresen beavatkozni unokatestvére oldalán, hiszen János trónigénye is megalapozott volt, és korábban hű alattvalónak bizonyult. A fennmaradt dokumentumok szerint Károly első segélykérését a király hűvösen visszautasította.

## Nagypolitikai helyzet
1341 tavaszán II. Jakab mallorca-i király, VI. Fülöp hűbérese felmondta a vazallusi kötelmeit. Erről követei már 1340 őszén tárgyaltek III. Eduárddal Gentben, majd 1341 elején Bordeaux-ban. Válaszul Fülöp déli serege bevette Montpellier-t. Miközben a franciák Jakab ellen vonultak, a La Motte-család angolokkal tartó ága váratlanul elfoglalta Bourg-t. Ez megnyitotta az utat az angol és gascogne-i fosztogatók előtt, akik átkeltek a Gironde-on, és megtámadták, kirabolták a francia városokat. Komoly összecsapások alakultak ki Agenaisban, a Dordogne völgyében Bergerac körül, és még északabbra, Périgueux-nál. 1341 június végére, az esplechini békeszerződés ellenére egyre több francia és angol csapat avatkozott be a gerillaharcokba.
Angliában III. Eduárd ismét háborúra készült; 1340-es veresége és az államcsőd csak megkeményítette elhatározását. Rendezte viszonyát a parlamenttel, és áprilisban újabb tengerentúli hadműveletet jelentett be. Az előkészületeket februárban kezdték, és a király abban bízott, hogy hajói májusban kifuthatnak. úgy tervezte, hogy 13 500 ember visz át Franciaországba. Az esplechini béke érvényét júniusban meghosszabbították augusztus 29-éig, és összehívták a béketárgyalást Antoing-ba. Eduárd arra utasította flottáját, hogy augusztus 15-ére álljon készen.
A franciák is készültek az angol partraszállásra. Áprilisban elkezdték összevonni flottájukat benne 21 gályával, spanyol és portugál segédhajókkal. A hajóraj La Rochelle és a Vizcayai-öböl kikötői között járőrözött. Májusban parancsot adtak a szárazföldi erőknek, hogy Arrasnál gyülekezzenek. Délnyugaton a június végi 4500-ról szeptemberre 12 500-ra nőtt a katonák száma. Augusztusban Valentinois grófjának serege nyugatra indult a Dordogne északi partján, Saintonge felé. Augusztus 25-én visszafoglalták Bourg-t — valószínűleg csak a várost, de nem a fellegvárat. Másnap Genfi Hugó vezetésével 1200 angol és gascogne-i katona kelt át a Dordogne-on Libourne-nál; ők Guîtres-nél megfutamították a franciákat.

## Fülöp és Eduárd lépései
1341 júniusában Eduárd Bretagne-ba küldte Gavin Corder lovagot, hogy tárgyaljon az új uralkodóval. A küldöttség július 10-én találkozott Jánossal Nantes-ban. János azt mondta a delegációnak, hogy Fülöp előbb-utóbb eltávolítja őt, ezért érdekli egy esetleges angol szövetség. Az angolok végül hivatalos megegyezés nélkül tértek haza augusztus 21-én.
Augusztusában egyre több szóbeszéd jutott el VI. Fülöphöz Montfort János és az angolok kapcsolatáról. Fülöpöt aggasztotta az is, hogy a tárgyalások csigalassan haladtak Antoing-ban. Huntingdon grófja, az angol delegáció vezetője augusztus 1. helyett csak 6-án érkezett meg. Négy nap múlva meghosszabbították a békét szeptember 14-éig, majd öt nap múlva a gróf további utasításokért visszatért Angliába.
A franciák számára nyilvánvaló volt, hogy az angolok nem akarják meghosszabbítani a békeszerződést. Augusztus 13-án ezért megkezdték az előkészületeket egy esetleges angol partraszállás visszaveréséreː szárazföldi sereget toboroztak, a genovai gályákat pedig Bretagne partjai elé küldték. A franciáknak igazuk volt, Anglia déli és nyugati partjain 200-250 bárka gyülekezett, várva a parancsot, hogy a Winchelsea-nél kijelölt gyülekezőpontra induljanak. Hasonló összevonások voltak Orwellnél és Bayonne-nál is.
III. Eduárd mindig is különlegesen fontosnak tekintette Bretagne-t. Angolbarát vezetéssel ez nemcsak Anglia és Gascogne tengeri kapcsolatát biztosíthatta, de hídfője lehetett egy Közép-Franciaország elleni inváziónak is. Ezért már 1336-ban megpróbálta összeházasítani öccsét Johannátval. A bretonok különleges helyzetét jelezte az is, hogy a franciák elleni háború kitörése után az angolok nem tekintették őket olyan ellenségnek, mint Fülöp más szövetségeseit; III. János például megtarthatta angliai birtokait.
Augusztusban Párizsban eldöntötték, hogy megdöntik Montfort János uralmát. A herceget Párizsba idézték, és ő augusztus 20-án el is indult Nantes-ból. A király igényének megfelelően a francia parlament felgyorsította a bretagne-i uralkodói posztról szóló beadványok tárgyalását. Augusztus 27-én kezdték meghallgatni a tanúkat, VI. Fülöp pedig fagyos hangulatú audiencián fogadta Jánost. A király egyenesen rákérdezett a szóbeszédekre, amelyeket a herceg tagadott. Jánost végül  utasították, hogy a parlament döntésének kihirdetéséig ne hagyja el Párizst, ő azonban szeptember elején titokban elszökött.
János, amint megérkezett Nantes-be, két bizalmasát Angliába küldte. Sürgős katonai segítséget kért a francia király ellen, és azt ígérte, behódol Eduárdnak, amint a támogatást megkapja. A követek azonban elkéstek, Huntingdon ugyanis azzal a hírrel tért vissza Antoing-ból, hogy Eduárd szövetségesei, különösen a brabanti herceg, nem támogatnak egy újabb hadműveletet területükről a franciák ellen. Szeptember 2-án a koronatanács úgy döntött, hogy Anglia mégis meghosszabbítja az esplechini békét 1342. június 24-éig, a gyülekező flottát és sereget pedig feloszlatják.
Szeptember 7-én a párizsi parlament kihirdette Blois-i Károlyt Bretagne törvényes uralkodójának. Fülöp elrendelte János Ile de France-beli grófságának lefoglalását. A Bretagne-ba induló hadat Arrasba hívták össze szeptember 26-ára. Eduárd október elején katonai szövetséget kötött a breton küldöttekkel. Tízezer fontot elkülönített katonai célokra, és október 3-án utasította a London és Bristol közötti kereskedelmi hajókat, hogy gyülekezzenek Portsmouth-ban. A parancs értelmében a flottának október végén, november elején át kellett volna szállítania Bretagne-ba a had előőrsét. A flotta parancsnokává Robert Morley admirálist nevezték ki. A flotta derékhadának november 18-áig kellett összegyűlnie. A szárazföldi alakulatok parancsnoka Sir Walter Mauny és Artois-i Róbert lett.
A flotta és a sereg felállítására azonban nem volt esély. Kevés katona gyűlt össze, mert nem kezdtek országos toborzást. Kellő számú hajóra sem volt esély, mert egy ekkora flotta felállításához legalább négy hónap kellett volna. A kereskedelmi hajókat nemrég szabadították fel a szolgálat alól, és javában szállították a gascogne-i borokat. 1341 november közepére mindössze 87 hajó érkezett meg a kijelölt helyre. Ezután nem sokkal megváltozott a helyzet Bretagne-ban, és az egész vállalkozást lemondták.

## Francia betörés
1341 szeptemberének utolsó napjaiban a francia sereg Angers-nél gyülekezett, mindössze 75 kilométerre a breton határtól. A had nagyjából ötezer franciából és kétezer genovai zsoldosból állt. A sereg névleges parancsnoka Normandiai János herceg volt, de igazából Mile de Noyers miniszter és a burgundi herceg irányította a hadmozdulatokat. Fülöp arra utasította Normandiai Jánost, hogy ne vállaljon kockázatot, és ha lehetősége van a célok elérésére harc nélkül is, válassza azt. A fő cél az volt, hogy angolokat Bretagne-on kívül tudja.
Az eredeti terv az volt, hogy a sereg Vannes ellen indul, amely alkalmas kikötő lett volna egy esetleges angol partraszállásnak. Végül elvetették ezt, mert túl mélyen kellett volna behatolniuk a hercegség területére, miközben Montfort János nantes-i és rennes-i helyőrségei támadhatták volna utánpótlási vonalaikat. Október elején Blois-i Károly elhagyta Angers-t a francia előhaddal, majd október 10. környékén megkezdte Champtoceaux ostromát, amelyet zsoldosok védtek. Négy nappal később a normandiai herceg is követte őt. Montfort János megpróbálta felszabadítani az ostromlott erődöt. Nantes-ból a L'Humeau nevű erődített majorhoz vonult, amely öt kilométerre feküdt Champtoceaux-tól. Úgy hitte, hogy a farmház még a katonái birtokában van, de amikor odaért, kiderült, hogy Blois-i Károly már elfoglalta. Két napig ostromolta a majorságot, és csaknem sikerült foglyul ejtenie ellenlábasát, de Normandiai János felmentette az erődöt. Október 26-án Champtoceaux is elesett.
A francia haderő megkezdte Nantes ostromát, majd 1341 novemberében elfogta Montfort Jánost. A herceget a Louvre-ba zárták. A harcot felesége folytatta.
Flandriai Johanna férje bebörtönzése után szövetséget kötött III. Eduárd angol királlyal, aki a francia trónra tartott igényt. Támogatóival elfoglalta Redont, majd visszavonul a tengerparti Hennebont-ba. Blois-i Károly megkezdte a város ostromát. A város helyzete folyamatosan romlott, és Leon püspöke megpróbálta rábeszélni Johannát a megadásra. Mielőtt ez megtörténhetett volna, angol erők érkeztek a tengeren, és az ostromlók kénytelenek voltak elvonulni.
III. Eduárd ezután 12 ezer emberével fosztogatóakciót (chevauchée) indított. Megkezdte Rennes, Nantes és Vannes ostromát. A városok felszabadítására Normandiai János herceg indult az angol seregnél kétszer nagyobb haddal. Az angolok beásták magukat, és nem vállaltak csatát. A tél közeledtével az időjárás egyre rosszabb lett, és mindkét tábor fenntarthatatlanná vált. VI. Kelemen pápa közbenjárására az angolok és franciák megkötötték a malestroit-i békeszerződést 1343. január 19-én, amelynek értelmében a felek beszüntették az ellenségeskedést 1346. szeptember 29-éig.
1343. szeptember 1-jén Montfort Jánost szabadon bocsátották. 1345-ben III. Eduárd felmondta a békeszerződést Franciaországgal, és csapatokat küldött Bretagne-ba. 1345. augusztus 14-én az angolok lemészárolták Guernsey francia helyőrségét, és ezzel visszaszerezték az uralmat a Csatorna-szigetek felett, ami megkönnyítette a kapcsolattartást a szigetország és Bretagne között.
1346. június 9-én Thomas Dagworth súlyos vereséget mért a franciákra a saint-pol-de-léon-i csatában. Montforti János július utolsó napjaiban megkezdte Quimper ostromát, de augusztus közepén meglepték Blois-i Károly csapatai, és szétverték seregét. János Hennebont-ban talált menedéket, de megbetegedett, és szeptember 26-án meghalt. Az új herceg, János, mindössze ötéves volt,
A háború ezután változó intenzitással folyt. 1347-ben a La Roche-Derrien-i csatában elfogták Blois-i Károlyt, és kilenc évre a londoni Towerbe zárták. A harcot felesége, Penthièvre Johanna folytatta a francia király segítségével, de seregeik 1352-ben vereséget szenvedtek Mauronnál.
1364. szeptember 29-én Montfort János és Flandriai Johanna fia, János győzött az Auray-i csatában. Blois-i Károly elesett, és egy év múlva a francia király támogatásáról biztosította a herceget.